# Volta a Castela e Leão de 2011
A Volta a Castela e Leão 2011 foi a 26.ª edição de esta carreira ciclista que decorre por Castela e Leão. Disputou-se entre a 13 e a 17 de abril de 2011, sobre um total de 723,5 km, repartidos em cinco etapas, uma delas contrarrelógio individual, e outra com final em alto.
A prova pertenceu ao UCI Europe Tour dos Circuitos Continentais da UCI, dentro da categoria 2.1.
Tomaram parte na carreira 15 equipas. As equipas Movistar Team, Euskaltel-Euskadi Geox-TMC, Caja Rural e Andalucía Caja Granada); e os 2 de categoria Continental (Orbea Continental e Burgos 2016-Castilla e León. Quanto a representação estrangeira, estiveram 9 equipas: os UCI ProTeam do Sky Procycling, Rabobank Cycling Team e Saxo Bank-Sungard; os Profissionais Continentais do Colombia es Pasión-Café de Colombia, Saur-Sojasun e Colnago-CSF Inox; e as equipas de Continentais do Barbot-Efapel e EPM-UNE. Formando assim um pelotão de 119 ciclistas, com 8 corredores a cada equipa (excepto o Geox-TMC que saiu com 7) dos que acabaram 107.
O ganhador final foi Xavier Tondo (quem ademais fez-se com a classificação dos espanhóis). Acompanharam-lhe no pódio Bauke Mollema (que venceu na classificação da combinada) e Igor Antón, respectivamente.
Nas outras classificações secundárias impuseram-se Raul Alarcón (montanha), Francisco Ventoso (regularidade, ao ganhar duas etapas), Rabobank (equipas) e Carlos Sastre (castellanoleonenses).

## Etapas
| Etapa | Data        | Percurso                                      | km         | Ganhador          | Líder             |
| ----- | ----------- | --------------------------------------------- | ---------- | ----------------- | ----------------- |
| 1.ª   | 13 de abril | Medina de Rioseco-Palencia                    | 174,4      | Francisco Ventoso | Francisco Ventoso |
| 2.ª   | 14 de abril | Valladolid-Salamanca                          | 213        | Francisco Ventoso | Francisco Ventoso |
| 3.ª   | 15 de abril | Benavente-Laguna de los Peces                 | 158,8      | Filippo Savini    | Bauke Mollema     |
| 4.ª   | 16 de abril | Samora-Samora                                 | 11,2 (CRI) | Richie Porte      | Xavier Tondo      |
| 5.ª   | 18 de abril | Madrigal de las Altas Torres-Medina del Campo | 167,7      | Ben Swift         | Xavier Tondo      |

## Classificações finais

### Classificação geral
| Posição | Ciclista           | Equipa            | Tempo       |
| ------- | ------------------ | ----------------- | ----------- |
|         | Xavier Tondo       | Movistar          | 17h 01' 40" |
| 2       | Bauke Mollema      | Rabobank          | + 9"        |
| 3       | Igor Antón         | Euskaltel-Euskadi | + 17"       |
| 4       | Domenico Pozzovivo | Colnago-CSF Inox  | + 40"       |
| 5       | Jérôme Coppel      | Saur-Sojasun      | + 47"       |
| 6       | Juan Pablo Suárez  | EPM-UNE           | m.t.        |
| 7       | Darío Cioni        | Sky               | + 54"       |
| 8       | Ricardo García     | Orbea Continental | + 58"       |
| 9       | Juan Manuel Gárate | Rabobank          | + 59"       |
| 10      | Laurens Ten Dam    | Rabobank          | + 1' 16"    |

### Outras classificações
- Classificação da montanha:  Raúl Alarcón (Barbot-Efapel)
- Classificação da regularidade:  Francisco Ventoso (Movistar)
- Classificação da combinada:  Bauke Mollema (Rabobank)
- Classificação por equipas:  Rabobank
- Classificação de espanhóis:  Xavier Tondo
- Classificação de castellanoleonenses: Carlos Sastre

## Alberto Contador e o Caso Contador
Apesar de que Alberto Contador não desse positivo nesta carreira nem nas anteriores durante o ano, a 6 de fevereiro de 2012 a UCI, a instâncias do TAS, decidiu anular todos os resultados do ciclista espanhol durante o 2011 devido a seu positivo por clembuterol no Tour de France de 2011.
Portanto oficialmente Contador foi desclasificado da ronda catalã com a indicação "0 DSQ" (desclassificado) ainda que indicando o tempo e pontos das classificações parciais e finais. Na que tinha ganhado a 3.ª etapa como resultado parcial mais destacado. Todos os seus resultados parciais foram anulados e seu posto ficou vago excepto no que saiu vitorioso no que o segundo apanhou o seu posto ficando a segundo vaga; e na da classificação geral diária e final que nesse caso a sua exclusão supôs que os corredores que ficaram por trás dele (até 21.º) subissem um posto na classificação, ficando vaga a vigésim primeira posição. Tendo a sua participação só incidência na classificação por equipas como costuma ser habitual nestes casos de expulsão de corredores.
Esta sanção também teve incidência no UCI Europe Tour já que os seus pontos passaram a outros corredores se reestruturando assim não só a classificação individual senão a de por equipas e a de por países, ainda que esta carreira não pertencia a dito circuito e Contador não aspirava a pontuação.